# Xã West Des Moines, Quận Mahaska, Iowa
Xã West Des Moines (tiếng Anh: West Des Moines Township) là một xã thuộc quận Mahaska, tiểu bang Iowa, Hoa Kỳ. Năm 2010, dân số của xã này là 170 người.